# Richard Kuklinski
Richard Leonard Kuklinski  (Jersey City, Nueva Jersey, 11 de abril de 1935 - Trenton, Nueva Jersey, 5 de marzo de 2006), más a conocido como "Iceman", fue un asesino a sueldo estadounidense condenado por 6 asesinatos, aunque luego confesó haber matado a entre 100 y 200 hombres.
A Richard Kuklinski se le dio el apodo de "Iceman" ("hombre de hielo") por su método de congelar a sus víctimas para enmascarar el momento de la muerte. Kuklinski vivía con su esposa y sus hijos en un suburbio de Dumont, Nueva Jersey. Antes de su detención, su familia supuestamente desconocía la doble vida de Kuklinski y sus asesinatos. Después de que Kuklinski fuera el sospechoso de dos asesinatos, se formó un grupo policial en Nueva Jersey encargado de la investigación, dicha investigación encubierta duró un año y llevó a su posterior arresto.
Kuklinski era un asesino a sueldo de la familia criminal DeCavalcante en Newark y de las Cinco Familias de la mafia de Nueva York. Tras sus condenas por asesinato, Kuklinski participó en una serie de entrevistas durante las cuales afirmó haber asesinado entre 100 y 250 personas (sus "recuerdos" varían) entre 1948 y 1986. Se han realizado tres documentales, dos biografías y un largometraje sobre Kuklinski basados en sus entrevistas y en los resultados del grupo especial que consiguió llevar a Kuklinski ante la justicia. Las confesiones de los asesinatos que hizo en sus entrevistas no han sido corroboradas oficialmente y miembros de los clanes mafiosos disputan su papel como sicario dentro de su organización. Por su parte, la policía cree que mató al menos a varias docenas de personas por encargo de los jefes de la mafia y por iniciativa propia.

## Primeros años de vida
Kuklinski nació en un apartamento en la Calle Tercera de Jersey City, Nueva Jersey, hijo de Stanley Kuklinski, un inmigrante polaco (de Varsovia) y guardafrenos en el ferrocarril, y su esposa Anna McNally, una católica hija de inmigrantes irlandeses de Dublín, que trabajaba en una empacadora de carne durante la infancia de Richard.
Richard era continuamente maltratado por sus padres, sobre todo por su padre que le pegaba con asiduidad. Su madre también lo golpeaba con palos de escoba y otros objetos de la casa, creía que la disciplina severa debía ir acompañada de una estricta educación religiosa, y crio a su hijo en la Religión Católica, donde sirvió como monaguillo. Varios informes policiales afirman que Kuklinski comenzó matando gatos cuando era niño.
Richard tenía tres hermanos. Su hermano mayor Florian murió por lesiones causadas por el maltrato por parte de su padre. La familia Kuklinski mintió a la policía, diciendo que se había caído por las escaleras. Tenía dos hermanos menores, su hermana Roberta, y su hermano Joseph (5 de mayo de 1944 - 22 de septiembre de 2003), que fue condenado por violar y asesinar a una niña de 12 años de edad que al parecer fue arrojada desde el tejado de un edificio. Joseph Kuklinski fue detenido por ello en su casa de 434 de Central Avenue el 16 de septiembre de 1970. Cuando se le preguntó acerca del crimen de su hermano Joseph, Richard respondió: "Venimos del mismo padre"

## Carrera Criminal
A mediados de la década de 1950, Kuklinski se había ganado la reputación de ser un sanguinario asesino que pegaba o mataba a los que le molestaban, formando una pequeña banda de delincuentes. Finalmente, su historial criminal y su extrema violencia atrajeron la atención de la familia DeCavalcante, quien lo contrató para sus primeros asesinatos, ordenándole, para demostrar su fidelidad que asesinara a dos miembros de su propia banda, cosa que hizo con facilidad. No existe ninguna evidencia que apoye que esto hubiera ocurrido en la realidad en lugar de ser simplemente el relato de Kuklinski.
A partir de la primavera de 1954, Kuklinski comenzó a rondar Hell's Kitchen en busca de víctimas. Según el autor Philip Carlo:
 Kuklinski vino a Manhattan numerosas veces durante las siguientes semanas y meses y mató personas, siempre hombres,  nunca mujeres , dijo, siempre hay alguien que lo llevó por el camino equivocado, para algunos imaginario o extremadamente falto de razón. Disparó, apuñaló, apaleó y mató a varios hombres. Dejó algunos cuerpos en los lugares del asesinato. Arrojó a una víctima al río Hudson. El asesinato se convirtió en un deporte para Richard.   La policía de Nueva York llegó a creer que los vagabundos se estaban atacando y matando unos a otros, sin sospechar que un verdadero asesino en serie  venido de Jersey City llegaba a West Side, Manhattan, con el fin de matar y poner en práctica el asesinato perfecto. Richard hizo del West Side de Manhattan, una especie de laboratorio para el asesinato,  una escuela , dice.
Kuklinski recordó más tarde,
"De momento sabes que lo que más me gustaba era la caza, el desafío de eso mismo. La muerte para mí era secundaria. No concibo nada fuera de eso... en su mayoría. Pero la investigación, el desafío del acecho y hacerlo con éxito, me excita muchísimo. Cuanto mayores son las probabilidades de que me pillen, más me divierto."
Según Carlo,
 "Richard era bipolar y debería haber estado tomando medicamentos para estabilizar su comportamiento, sus altas y bajas repentinas, pero visitar a un psiquiatra estaba fuera de toda cuestión. Sería admitir que algo andaba mal en él, y nunca haría eso." 
En contraste con la opinión de Carlo, el psiquiatra Dr. Park Dietz entrevistó a Kuklinski en 2002 en la prisión estatal de Trenton. Kuklinski y Dietz hablaron largo y tendido en una entrevista grabada sobre la educación de Kuklinski, la vida familiar, los crímenes, y otros eventos en su pasado. Kuklinski dijo al médico que quería saber qué eventos o irregularidades mentales le hicieron capaz de realizar los actos de los que se le acusaba.
Después de una larga discusión, el médico se refirió a su propia naturaleza en contraposición a su crianza afirmando, según su opinión profesional, que ambos jugaron un papel en el que podría ser funcional en otros aspectos de la vida y desarrollo de Kuklinski convirtiéndolo en un asesino despiadado. El médico explicó que Kuklinski probablemente heredó un trastorno de personalidad antisocial de sus padres maltratadores y que el abuso que alega haber sufrido de su padre reforzó la violencia, las actividades que requieren la falta de conciencia y la falta de amor. Dietz también declaró que Kuklinski sufría de trastorno paranoide de la personalidad, lo que le llevó a matar a algunas personas por los menores desaires o autocríticas, mucho después de que ocurrieran.Concretamente, el trastorno paranoide de la personalidad,  genera desconfianza y suspicacia ya que se piensa que lo quieren hacer daño, de forma que incluso sospecha de aspectos sin importancia, preocupándose mucho por la lealtad y la confianza, pues piensa que los demás sólo tienen malas intenciones, y van a atacarlo. Tampoco olvida ciertos errores o desprecios y a consecuencia de ello puede que actúe de manera precipitada, como en este caso, llegando a matar.

### Gambino y Roy DeMeo
Kuklinski llegó a ser asociado con la familia criminal Gambino a través de su relación con el  soldato Roy DeMeo, que comenzó debido a un deuda contraída con un miembro de DeMeo. DeMeo fue enviado a "hablar" con Kuklinski y procedió a golpearlo y amenazarlo con una pistola. Aunque Kuklinski llevaba una pistola en ese momento, decidió no usarla; esto le mereció el respeto de DeMeo.
Después de que Kuklinski devolviese el dinero que le debía, entró en escena con robos y otras asignaciones para DeMeo y la familia Gambino, una de las cuales eran las cintas pornográficas. En 2011, el ex asociado de Gambino, Greg Bucceroni alegó que Kuklinski a menudo viajaba entre Filadelfia, Nueva Jersey y Nueva York para encargarse de un variado grupo de problemas relacionados con establecimientos de pornografía propiedad de la familia criminal Gambino, incluyendo el tráfico de pornografía ilegal, cobro de deudas y el asesinato por encargo en nombre de Robert "DB" DiBernardo y Roy DeMeo.
De acuerdo a Kuklinski, DeMeo lo llevó en su coche un día, estacionado en una calle de la ciudad. DeMeo posteriormente seleccionó un objetivo aleatorio, un hombre que paseaba a su perro. Luego ordenó a Kuklinski matarlo. Sin vacilar, Kuklinski se bajó, caminó hacia el hombre y le disparó en la parte posterior de la cabeza al pasar. A partir de entonces, Kuklinski fue el ejecutor favorito de DeMeo.
Kuklinski afirmó que asesinó a numerosas personas en los siguientes 30 años. La falta de atención por parte de las fuerzas del orden se debió en parte a los métodos siempre cambiantes de Kuklinski: utilizó armas de fuego, cuchillos, explosivos, hierros de neumáticos, fuego, veneno, asfixia, e incluso golpes con puños americanos, "sólo por ejercicio". El número exacto no ha sido resuelto por las autoridades, y Kuklinski en varias ocasiones afirmó haber matado a más de 200 personas.
Otro de sus métodos eran administrar cianuro por inyección, al ponerlo en la comida de una persona, por pulverización en aerosol, o simplemente arrojándolo sobre la piel de la víctima. Uno de sus métodos favoritos para deshacerse de un cuerpo era colocarlo en un bidón de gasolina de 55 galones y prenderle fuego. Sus otros métodos de eliminación incluyeron desmembramiento, el entierro, o la colocación del cuerpo en el maletero de un coche para aplastarlo en un depósito de chatarra.
A pesar de las afirmaciones de Kuklinski sobre que era un asesino frecuente para DeMeo, ninguno de los miembros de la banda de DeMeo, que más tarde se convirtieron en testigos, admitió que Kuklinski estuviera involucrado en los asesinatos que cometieron. Él sólo fue fotografiado en una ocasión según los informes policiales en el  Salón Géminis, visitando el club para la compra de un arma de fuego desde Brooklyn. Kuklinski dijo haber sido responsable del asesinato de DeMeo, aunque las pruebas y testimonios disponibles de los colegas y asociados de la banda de DeMeo José Testa y Anthony Senter, así como el supervisor de DeMeo en el familia criminal Gambino, Anthony Gaggi lo desmienten.
Antes de comenzar con su carrera como asesino a sueldo, mientras trabajaba en un almacén en Nueva Jersey, Kuklinski conoció y se casó con Bárbara Pedrici; su esposa afirmó en el programa The Biography Channel '' imperio del mal '' que una vez, durante una discusión en un coche, le dijo a Richard que no quería permanecer en el vehículo. En ese momento sintió un dolor en su cuello y cuando lo tocó con su mano vio sangre. Kuklinski le dijo, "esto es una lección objetiva, nunca me dejes". Ella afirmó que la apuñaló.
Kuklinski y su esposa tuvieron dos hijas y un hijo. Su familia y sus vecinos nunca estaban al tanto de sus actividades, creyendo que era un exitoso hombre de negocios. A veces se le veía salir de la casa a cualquier hora del día o de la noche para hacer un trabajo, aunque fuera en la mitad de la cena.
Kuklinski ganó el apodo de "Iceman" tras sus experimentos enmascarando el momento de la muerte de sus víctimas mediante la congelación de sus cadáveres en un congelador industrial. Más tarde, le dijo al escritor Philip Carlo que se le ocurrió la idea de su compañero sicario Robert Pronge, apodado "Mr. Softee", que conducía un camión frigorífico. Pronge enseñó también a Kuklinski los diferentes métodos de utilización del cianuro para matar a sus víctimas. Kuklinski también afirmó haber comprado granadas de mano detonables a control remoto gracias a Pronge. Pronge supuestamente le pidió llevar a cabo un golpe en contra de la propia esposa e hijo de Pronge. En 1984, Pronge fue encontrado muerto a tiros en su camioneta.
En el libro  El hombre de hielo: Confesiones de un Asesino a sueldo de la mafia , Kuklinski afirmó haber sido el responsable del asesinato del líder sindical Jimmy Hoffa. Después de que Kuklinski lo asesinara con un cuchillo de caza, su cuerpo fue introducido en un bidón de 55 galones y prendido fuego. Se le permitió arder "una media hora o así", y luego cerró el bidón, siendo soldado y enterrado en un depósito de chatarra. Más tarde, cuando un cómplice comenzó a hablar con las autoridades federales, corrió el miedo de que utilizase la información para tratar de salir del paso. Así que el barril fue desenterrado, colocado en el maletero de un coche y compactado en un desguace. Se vendió, junto con cientos de otros coches compactados, como chatarra. Fue enviado a Japón para ser utilizado en la fabricación de automóviles nuevos.

### Experimentación independiente y disminución
En la década de 1980, después de 25 años de trabajo como asesino a sueldo de la mafia, Kuklinski creó su propio grupo delictivo, e ideó nuevas maneras de beneficiarse con la muerte de personas. El caso del farmacéutico Paul Hoffman era típico de la metodología de Kuklinski. Hoffman esperaba hacerse con un gran beneficio al comprar ilegalmente a  bajo precio grandes cantidades de Tagamet, el medicamento más popular utilizado para tratar las úlceras pépticas en el momento, para revenderlas a través de su farmacia.
En la tarde del 29 de abril de 1982, Hoffman se reunió con Kuklinski en un almacén para tramitar la compra del Tagamet por 25.000$. Después de que Hoffman le entregase el dinero, Kuklinski le dijo a Hoffman que el negocio era solo una treta. Colocó el cañón de su pistola debajo de la barbilla de Hoffman y le disparó. El arma de Kuklinski se atascó y la bala no mató a Hoffman, que yacía en el suelo sangrando y dolorido. Kuklinski recurrió a matar a Hoffman golpeándolo con una barra de hierro. Posteriormente colocó el cadáver  en el interior de un bidón y descaradamente lo dejó en la acera de un motel detrás de un merendero llamado Rincón de Harry. Kuklinski vigiló el bidón durante algún tiempo, sentado en la esquina de Harry todos los días para escuchar las charlas entre los patrones que podrían indicar el descubrimiento del cadáver. Después de que el cadáver permaneciese allí durante lo que Kuklinski consideró como un largo tiempo, desapareció, pero no pudo descubrir ningún detalle acerca de su suerte.
A principios y mediados de la década de 1980, Kuklinski estaba involucrado en drogas, pornografía, tráfico de armas, lavado de dinero, secuestro y asesinato por encargo en una base global. A pesar de su ambiciosa gama de esfuerzos criminales, sin embargo, ya no estaba en su mejor momento y comenzó a cometer errores. Las fuerzas del orden habían empezado a sospechar de Kuklinski y comenzaron a reunir pruebas sobre los diversos crímenes que había cometido. Aunque Kuklinski no mató a nadie que pudiera testificar contra él, se descuidó en la eliminación de sus víctimas.
El primer gran error de Kuklinski fue descubierto el 27 de diciembre de 1982, cuando el cuerpo en descomposición de Gary Smith, de 37 años de edad, fue descubierto debajo de la cama en la habitación 31 del York Motel en North Bergen, Nueva Jersey. Smith había sido un colaborador frecuente de Kuklinski que a menudo cooperó con las estafas y robos de coche con él y otro hombre, Daniel Deppner. Kuklinski y Deppner decidieron matar a Smith el 23 de diciembre introduciendo cianuro en su hamburguesa. Al tardar Smith mucho tiempo en morir por el cianuro, Kuklinski se impacientó y ordenó a Deppner estrangular a Smith con un cable de lámpara. Cuando la ex esposa de Deppner, Bárbara, no regresó con un coche para poder sacar el cuerpo de allí, escondieron el cadáver de Smith debajo de la cama. Durante los siguientes cuatro días, numerosos clientes alquilaron la habitación, y aunque pensaban que el olor de la habitación era extraño, a la mayoría de ellos no se les ocurrió mirar debajo de la cama. Según el patólogo forense Michael Baden, la muerte de Smith probablemente se había atribuido a Kuklinksi basándose únicamente en el cianuro no era correcta y que se trataba de un homicidio; sin embargo, la marca de ligadura alrededor del cuello de Smith realizado por su estrangulamiento demostró a los investigadores que había sido asesinado.
El cuerpo de Daniel Deppner fue encontrado el 14 de mayo de 1983 por un ciclista que circulaba por una carretera aislada en una zona boscosa de West Milford, Nueva Jersey. Kuklinski había metido el cuerpo descuartizado en el interior de bolsas de basura verdes antes de deshacerse de él.
El 25 de septiembre de 1983, Kuklinski cometió otro error importante cuando Louis Masgay fue encontrado muerto cerca de un parque de la ciudad de Clausland camino de la montaña en Orangetown, Nueva York, con un agujero de bala en la cabeza. Kuklinski, como lo había hecho muchas veces antes, trató de disimular el tiempo de la muerte mediante el almacenamiento de su cadáver en un congelador industrial durante dos años. Esta vez Kuklinski no permitió que el cuerpo se descongelase por completo antes de tirarlo. El médico forense del Condado de Rockland encontró cristales de hielo en el interior del cuerpo de Masgay en un cálido día de septiembre. Esto ayudó a las autoridades a darse cuenta de que Kuklinski utilizaba un congelador como parte de su  modus operandi y le otorgaron el apodo de "Hombre de Hielo".
Posteriormente cinco homicidios sin resolver, entre ellos la muerte de Hoffman, Smith, Deppner, Masgay y George Malliband (encontrado en Jersey City el 5 de febrero de 1980) se vincularon a Kuklinski porque había sido la última persona que vio a cada uno de ellos con vida.

### Estado y cacería humana federal
En 1985 una división del Departamento de Justicia Criminal de Nueva Jersey creó un grupo de trabajo integrado por los organismos encargados de hacer cumplir las leyes federales, estatales y locales, incluyendo al fiscal general de Nueva Jersey y la Oficina de Alcohol, Tabaco y Armas de Fuego, dedicado a arrestar y condenar a Richard Kuklinski. El grupo de trabajo, conocido como "Operación Hombre de Hielo", basó su caso casi exclusivamente en el testimonio de un agente encubierto, Dominick Polifrone y las evidencias reunidas por la policía del estado y el detective Pat Kane, que comenzó el caso contra Kuklinski seis años antes.
A partir de 1985, el detective Kane y el agente especial del ATF Dominick Polifrone, trabajaron con Phil Solimene, un amigo cercano de Kuklinski, para acercarse a Polifrone. Polifrone convenció a Kuklinski para que tomase como compañero a Dominic Michael Provenzano. Polifrone dijo que Kuklinski quería contratarlo para un asesinato, y grabó a Kuklinski hablando en detalle sobre la forma en que lo haría. Kuklinski afirma en la entrevista de HBO que Solimene era el único amigo que no asesinó.
El 17 de diciembre de 1986, se dispuso que Kuklinski para satisfacer a Polifrone, consiguiera cianuro para un asesinato planificado contra un detective de la policía que trabajaba encubierto. Después de haber sido registrado por Polifrone, Kuklinski fue a dar un paseo. Probó (supuestamente) el cianuro de Polifrone en un perro callejero y vio que no era veneno. Sospechando, Kuklinski decidió no seguir adelante con el asesinato planificado y se fue a casa. Fue detenido en un retén dos horas más tarde. Un arma fue encontrada en el coche, y su esposa fue acusada de tratar de impedir su detención.
Los fiscales acusaron a Kuklinski de cinco cargos de asesinato y seis relacionados con armas, así como intento de homicidio, robo y tentativa de robo. Las autoridades dijeron que Kuklinski tenía grandes sumas de dinero en cuentas bancarias en Suiza y una reserva en un vuelo con destino a ese país. Kuklinski tuvo que pagar una fianza de 2 millones  de dólares y entregar su pasaporte a las autoridades. En marzo de 1988, un jurado encontró a Kuklinski culpable de dos asesinatos, pero se encontró que las muertes no fueron probadas por la propia conducta de Kuklinski, lo que significaba que no se enfrentaría a la pena de muerte. En total, Kuklinski fue declarado culpable de cinco asesinatos y condenado a dos cadenas perpetuas consecutivas, con posibilidad de solicitar la libertad condicional a los 110 años de edad.

## Encarcelamiento y muerte
Durante su encarcelamiento, Kuklinski concedió entrevistas a fiscales, psiquiatras, criminólogos, escritores y productores de televisión sobre su carrera criminal, educación, y vida personal. Tres documentales y las últimas entrevistas que ofreció Kuklinski al psiquiatra forense Park Dietz, se retransmitieron en HBO en 1992, 2001 y 2003. Los escritores Anthony Bruno, Michael Wells Jr. y Philip Carlo  escribieron cada uno una biografía de Kuklinski.
En una entrevista, Kuklinski afirmó que nunca mataría a un niño y "muy probablemente no mataría a una mujer". Sin embargo, de acuerdo con una de sus hijas, una vez le dijo que tendría que matarla a ella y a sus dos hermanos por un ataque de rabia en caso de que su madre lo abandonase. Al mismo tiempo, su esposa Bárbara indicó que él no maltrataba a los niños. Sin embargo, ella afirmó que él la golpeaba con frecuencia, rompiéndole la nariz en varias ocasiones. Según el New York Times, Kuklinski trató de asfixiarla con una almohada, le apuntó con un arma y trató de atropellarla con el coche.
Como prueba de la aleatoriedad de sus crímenes y violencia, Kuklinski confesó que quería usar una ballesta para llevar a cabo un golpe, pero no sin probar su letalidad primero. Mientras conducía su coche, preguntó a un desconocido por una dirección y utilizó la ballesta para disparar al hombre en la frente. Kuklinski describió que la flecha "se hundió hasta la mitad en su cabeza".
En una entrevista de 1991, Kuklinski recordó uno de los pocos asesinatos que más tarde lamentó cometer:
" Era un hombre que estaba pidiendo, suplicando y orando, supongo. Decía; 'Por favor, por Dios'  por todo el lugar. Así que le dije que podría tener una media hora para orar a Dios y que si Dios podría venir y cambiar las circunstancias, sería libre. Pero Dios nunca apareció y nunca cambió las circunstancias y eso fue todo. No fue demasiado agradable. Es algo que no debería haber hecho. No debería haberlo hecho de esa manera." 
En 2003, Kuklinski se declaró culpable del asesinato del detective Peter Calabro del Departamento de Policía de Nueva York en 1980 del que también fue acusado Sammy "The Bull" Gravano de la familia Gambino y recibió una condena de otros 30 años. Kuklinski dijo que estacionó su camioneta en una carretera estrecha, obligando a otros conductores a reducir la velocidad para pasar. Se tumbó en un banco de nieve hasta que Calabro apareció a las 2 a. m., y luego salió y le disparó con una escopeta. Él negó saber que Calabro era un oficial de policía, pero dijo que más que probablemente le habría asesinado de todas formas.
Kuklinski murió a los 70 años, a las 1:20 a. m. el 5 de marzo de 2006, en un ala de seguridad en el St. Francis Medical Center en Trenton, Nueva Jersey.

## Cine
Michael Shannon interpreta a Kuklinski en la película de 2012  El hombre de hielo , basada en el libro de Anthony Bruno  The Iceman: The True Story of a Cold-Blooded Killer. La película también está protagonizada por Winona Ryder como la esposa de Kuklinski (rebautizada Débora), Ray Liotta como Roy DeMeo, Stephen Dorff como el hermano menor de Richard, Joey, y Chris Evans como Robert "Mr. Softee" (renombrado como "Sr. Freezy") Pronge.

## Música
- La banda de Death Metal Macabre de Chicago (Illinois), en su Álbum "Murder Metal", cuenta la historia de cada uno de sus asesinatos.

## Lectura adicional
- Bruno, Anthony (1993). The Iceman: The True Story of a Cold-Blooded Killer. New York, New York: Delacorte.
- Carlo, Philip (2006). The Ice Man: Confessions of a Mafia Contract Killer. New York, New York: St. Martin's Press. ISBN 978-0-312-34928-8.
- HBO documentary (1992), The Iceman Tapes: Conversations with a Killer.